# Deadfall Adventures
Deadfall Adventures – przygodowa gra akcji stworzona przez polskie studio The Farm 51, a wydana przez Nordic Games 15 listopada 2013 roku na platformy Microsoft Windows i Xbox 360. 29 października 2014 roku pojawiła się wersja na PlayStation 3, wydana z podtytułem Heart of Atlantis. Produkcja osadzona jest w stworzonym przez Henry’ego Ridera Haggarda uniwersum Allana Quatermaina.

## Fabuła
Akcja rozgrywa się w 1938 roku. James Lee Quatermain, prawnuk podróżnika Allana Quatermaina, zostaje wynajęty do ochrony amerykańskiej agentki Jennifer Goodwin, chcącej odnaleźć w Egipcie „Serce Atlantydy”. Artefaktem zainteresowani są również naziści i Sowieci, chcący wykorzystać go we własnych celach. 

## Rozgrywka
Deadfall: Adventures jest grą z perspektywy pierwszej osoby. Gracz wciela się w poszukiwacza skarbów, Jamesa Lee Quatermaina, który niedługo przed II wojną światową walczy z nazistowskimi żołnierzami i nadprzyrodzonymi stworzeniami, przemierzając rozmaite miejsca na całym świecie, takie jak Egipt, Arktyka czy majańskie ruiny. Przy użyciu kompasu postać może lokalizować ukryte skarby, których zbieranie jest opcjonalne, zwiększa jednak żywotność i wytrzymałość. Zadaniem gracza jest również unikanie pułapek oraz rozwiązywanie łamigłówek pozwalających je rozbroić, w czym pomagają notatki Allana Quatermaina. Pułapki mogą zostać również wykorzystywane do zabijania przeciwników. Postać nosi przy sobie latarkę, dzięki której może przemierzać ciemne obszary i odpędzać nadprzyrodzone stworzenia, takie jak chociażby mumie, które zranić można dopiero po osłabieniu ich poprzez skupienie na nich wiązki światła. Postać korzystać może z różnych rodzajów broni, jak rewolwer czy strzelba, dodatkowo nosząc ze sobą nóż do walki wręcz.
Oprócz kampanii fabularnej dla jednego gracza, gra posiada również tryb wieloosobowy, oferująca kilka trybów, wśród których znalazły się zarówno klasyczne konkurencje deathmatch, team deathmatch, last man standing i capture the flag (w grze nazywany „capture the artifact”), jak i przygotowane specjalnie z myślą o Deadfall Adventures polowanie na skarby oraz drużynowe polowanie na skarby. Autorski tryb działa na podobnej zasadzie co deathmatch, z tą różnicą, że z zabitych przeciwników wypadają skarby, które następnie można wymienić na „błogosławieństwa”, modyfikujące kierowaną postać. Dodatkowo, podobnie jak w kampanii dla jednego gracza, w mapach trybu polowanie na skarby wykorzystywać można pułapki w celu pozbycia się oponentów. Dodatkowo wybrać można również tryb przetrwania, w którym należy odpierać kolejne fale przeciwników.

## Produkcja
Gra opracowana została przy użyciu Unreal Engine 3. Inspiracją do jej stworzenia były postacie z książek awanturniczo-przygodowych i kina nowej przygody, takie jak Indiana Jones czy Allan Quatermain. Przystępując do produkcji deweloperzy przyjrzeli się popularnym filmom przygodowym i poprosili o pomoc profesjonalistów z przemysłu filmowego, żeby oddać w grze ich ton i wygląd. Reinhard Pollice z Nordic Games oświadczył, że wersja pecetowa oferuje wiele możliwości konfiguracji grafiki i sterowania, pozwalając dostosować je pod siebie, zaznaczył jednak, że celem deweloperów nie jest sprawienie, żeby na jednej platformie gra wyglądała lepiej lub inaczej niż na innej. Pierwotnie Deadfall Adventures miało zadebiutować na rynku 30 lipca 2013, premiera została jednak przesunięta na 27 września, a następnie 15 listopada. Do sprzedaży, poza standardowym wydaniem, trafiła również edycja kolekcjonerska, zawierająca skórki broni do trybu jedno- i wieloosobowego, płytę DVD z materiałem typu „making of”, płytę CD ze ścieżką dźwiękową, drukowaną instrukcję i dodatkową płytę z artbookiem. 31 grudnia dla osób, które zakupiły grę na Steamie, udostępniona została wersja beta przeznaczona na Linuksa.
11 czerwca 2014 roku deweloperzy poinformowali, że gra zostanie wydana również na PlayStation 3, pod rozszerzonym tytułem Deadfall Adventures: Heart of Atlantis. Debiutująca 29 października 2014 roku wersja na konsolę Sony doczekała się usprawnień względem poprzednich platform; dodano w niej m.in. nowy tryb kooperacji, nowe walki z bossami, przerywniki filmowe i lokacje, ulepszono również system rozwijania postaci oraz oprawę wizualną.

## Odbiór
Gra spotkała się z przeciętnym lub negatywnym przyjęciem krytyków. Średnie ocen wersji na komputery osobiste nie przekraczają 53%, z kolei wersji na Xboksa 360 45%. Cameron Woolsey z GameSpot negatywną ocenę 3/10 uzasadnił: „Deadfall Adventures staje się żałośnie przewidywalne, sprowadzając się do nużącej formuły komnat z pułapkami i nieskomplikowanych łamigłówek”. Craig Pearson z IGN negatywną recenzję 4/10 argumentował słowami: „Może i zabierze cię na długą wycieczkę po całym świecie, podczas której odwiedzisz interesujące miejsca, ale koniec końców jedyna świątynia, na której mi zależało, to ta pulsująca w mojej głowie”. Jeff Marchiafava z „Game Informer” również wystawił ocenę 4/10, nazywając grę „przygodą, o której najlepiej zapomnieć”. Mateusz Witczak w recenzji „CD-Action” stwierdził, że zagadki stanowią urozmaicenie, „choć niektóre da się rozwiązać metodą prób i błędów lub w bezczelny sposób oszukując”, zaś elementy FPS ocenił jako „jeden z tych tunelowych, niesamowicie oskryptowanych tytułów, w których masz dostać się z punktu A do B”. W recenzji pochwalone zostały różnorodność i projekt lokacji, skrytykowano jednak dialogi, przewidywalną fabułę, starcia z bossami, sztuczną inteligencję i archaiczne drzewko rozwoju.